# 彌勒大道

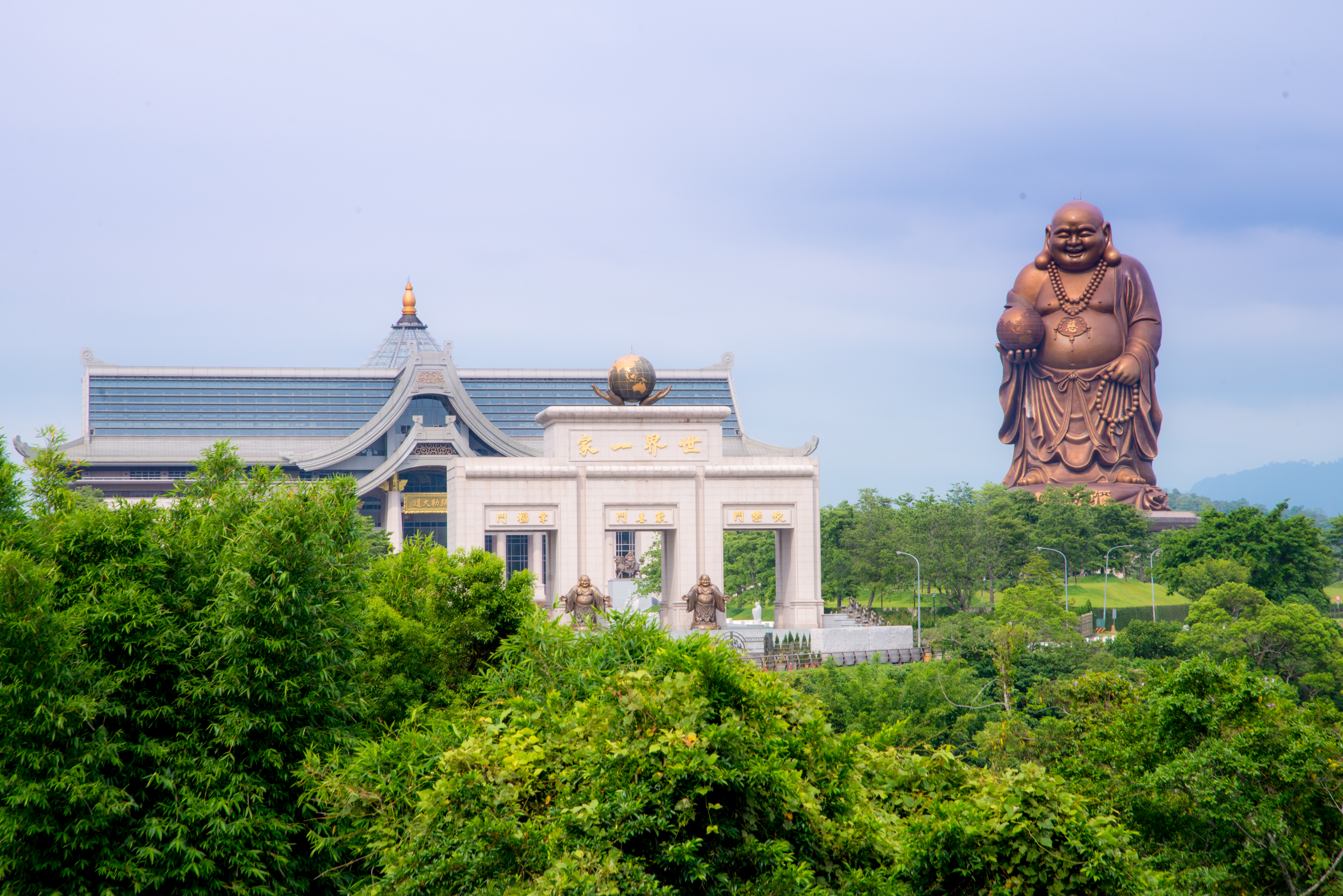
位於新竹縣的天恩彌勒佛院，為彌勒大道總院

彌勒大道是在中華民國內政部立案的一個新興宗教團體（與佛教、一貫道等各教，皆為各自獨立的宗教），主祀神為彌勒佛，其主殿上方的圓形屋頂有無極老母圖案。

## 历史
先天大道第十八代祖師孫慧明在1975年逝世後出現分裂，負責師母〔孫慧明〕對外事務的點傳師王好德領受師母大人道盤天命，但不為其他組線領導人認同。1987年，王好德於新竹市毗臨新竹科學園區的地方創立「財團法人天恩彌勒佛院」，同時在新竹縣峨眉鄉湖光村購買土地，計畫建造天恩彌勒佛院。
2000年6月，經中華民國內政部許可後，設立財團法人彌勒大道總會基金會。同時，佛院遷移到峨眉鄉後，也開始規畫大自然文化世界。
2001年5月，獲中華民國內政部函覆認可，成為一個新興宗教。
2011年8月19日舉辦大自然文化世界山門揭幕剪綵，吸引三千多位來自世界各國的信徒共襄盛舉。

## 教義
彌勒大道以慈為宗，以發揚並實踐「慈」字心法，為救人濟世之道，以慈容滿面為待人處世之方，以「慈心滿懷」為持心、持念之法，以「慈行遍處」為行為舉止的指南，以「皆大歡喜、打不還手、罵不還口」為修持之究竟圓滿，以助彌勒佛完成大同世界、人間天堂、彌勒世紀之實現，為終生志業與生命之最高昇華。

## 佛院
彌勒大道總院稱為天恩彌勒佛院，又名大自然文化世界。位在新竹縣峨眉鄉湖光村，於2000年開始規畫，2002年興建了一座72米高的青銅大彌勒佛像。2011年8月19日園區落成山門揭幕剪綵，吸引三千多位來自世界各國的信徒共襄盛舉。
佛院在週末開放免費自由參觀，平日需預約，禁止衣著不整者進入道場。入館前，館方會提供鞋套，保護木製地板。

## 注解
1. ↑  .   [2015-06-01]. （原始内容存档于2017-11-07）.
2. ↑  彌勒文化世界（天恩彌勒佛院整體規劃設計）（2005－2012年）
3. ↑  .   [2013-01-21]. （原始内容存档于2012-09-05）.
4. ↑  大自然文化世界 開放時間 .   [2015-06-11]. （原始内容存档于2015-06-15）.